# Pierre Bretegnier
Pierre Bretegnier est un homme politique local de Nouvelle-Calédonie, né le 16 décembre 1949 à Port-Lyautey (aujourd'hui Kénitra), au Maroc. Il y vit jusqu'en 1956, année où ses parents quittent le Maroc devenu indépendant pour s’installer en Nouvelle-Calédonie, son père ayant trouvé du travail sur le chantier du barrage de Yaté. Il effectue toute sa scolarité à l’école du Sacré-Cœur à Nouméa.

## Un fonctionnaire territorial
Diplômé de l'institut d'études politiques d'Aix-en-Provence, il est reçu en octobre 1975 au concours direct ouvert les 18, 19 et 20 juin 1975 pour les recrutements de chefs d'administration stagiaires du cadre territorial d'administration générale. Il effectue à cette époque son service national au titre de l'aide technique, jusqu'en mars 1976. Ensuite, à compter du 1er avril 1976, il est nommé chef d'administration stagiaire mis à disposition du président de l'Assemblée territoriale, et donc du secrétariat général de cette institution pour son stage. Il est d'ailleurs secrétaire général par intérim de l'Assemblée, en remplacement d'Albert Etuvé, en juin-juillet 1976 et du 21 janvier au 7 mars 1977,. 
Il est titularisé chef d'administration principal de 3e classe, 2e échelon, à compter du 1er avril 1977. Il effectue ensuite un stage d'un an à l'École nationale des impôts de Clermont-Ferrand à partir du 5 septembre 1977. Cela lui permet d'obtenir une bonification d'ancienneté, et passe ainsi au 3e échelon en octobre 1979. Il prend sa retraite le 16 décembre 2001.

## Un anti-indépendantiste

### Un des principaux collaborateurs du RPCR
Il est ensuite chargé de mission auprès du conseiller de gouvernement chargé du Budget et de la Fonction publique, qui n'est autre qu'Albert Etuvé, du 18 août 1980 au 16 juin 1982. Il fait d'ores et déjà partie du principal mouvement anti-indépendantiste du Territoire, le Rassemblement pour la Calédonie dans la République (RPCR) du député Jacques Lafleur. Après l'arrivée au pouvoir en 1982 du Front indépendantiste (FI) de Jean-Marie Tjibaou à la faveur d'un renversement d'alliance de la part du parti centriste et autonomiste de la Fédération pour une nouvelle société calédonienne (FNSC), Pierre Bretegnier avant d’être nommé à la Direction du Commerce et des Prix à compter du 1er janvier 1983 est mis à la disposition du secrétaire général du Territoire,qui n’est autre qu’Alain Chrisnatch, (qu’il va ensuite rencontrer à plusieurs reprises : pendant les négociations des Accords Matignon-Oudinot, lorsqu’en tant que Vice Président de la Province Sud il fait partie du comité consultatif que Monsieur Alain Christnatch préside en sa qualité de Haut-Commissaire, pendant les négociations où il fait partie de la délégation du Rassemblement (Simon Loueckhote a rappelé en séance publique du Congrès du 28 décembre 2011  qu’il avait obtenu dans la rédaction du préambule que soit ajouté après la phrase initialement prévue « le moment est venu de reconnaitre les ombres de la période coloniale », le membre de phrase « même si elle ne fut pas dépourvue de lumière »), puis lors de deux conférences :
- la première lors d’un colloque « La Nouvelle-Calédonie, vingt années de concorde : 1988-2008 »  organisé par le réseau Asie-Imasie du CNRS, les 25 et 26 avril 2008[14], à la Mairie de Paris et au Sénat, où Pierre Bretegnier est intervenu. D’une part, afin de rappeler le positionnement historique du Rassemblement en faveur de la Nouvelle-Calédonie française pour rester une force incontournable face aux indépendantistes et à l’État. D’autre part pour exprimer le fait qu’avec l’accord de Nouméa les provinces ne sont plus au centre du dispositif institutionnel ce qui risque de porter atteinte au principe du partage des pouvoirs inscrit dans les accords de Matignon.
- La seconde lors du colloque international « Destin des collectivités politique d’Océanie »organisé à Nouméa du 7 au 10 mars 2011[15]  où il a exprimé notamment que « dans toutes les communautés de la Nouvelle-Calédonie chacun ressent bien que l’émancipation en cours ne pourra se faire paisiblement sans la garantie du maintien du pouvoir d’arbitrage et de protection par la puissance tutélaire. »)

Après le déclenchement des « Événements » (violents affrontements entre partisans et opposants à l'indépendance entre 1984 et 1988), et la prise de contrôle à nouveau des institutions officielles par le RPCR, Pierre Bretegnier est affecté à partir du 1er décembre 1984 au secrétariat général du gouvernement du Territoire, en tant que directeur de cabinet du ministre de l'Économie, des Finances et des Affaires intérieures Pierre Frogier. Ensuite, le 7 octobre 1985, il est nommé secrétaire général de la Région Sud, présidée successivement par Jean Lèques puis Pierre Frogier, jusqu'au 1er mai 1988,. Au lendemain de cette date, il devient directeur de cabinet du président du Conseil exécutif, le sénateur Dick Ukeiwé. À ce titre, il participe aux négociations et est l'un des signataires des accords de Matignon-Oudinot des 26 juin et 20 août 1988 passés entre pro et anti-indépendantistes afin de ramener la paix civile après quatre années de violences. C'est à partir de cette date que commence sa carrière élective.

### Un des lieutenants de Jacques Lafleur
Pierre Bretegnier est élu pour la première fois à l'Assemblée de la Province Sud et au Congrès lors des élections du 11 juin 1989, en 7e position sur la liste menée par Jacques Lafleur qui obtient 53,2 % des voix et 21 sièges sur 32,. Il est réélu le 9 juillet 1995 (7e place également, 47,12 % et 18 élus pour le RPCR dans le Sud),, le 9 mai 1999 (11e candidat de la liste Lafleur qui recueille 51,06 % des suffrages et 25 élus sur 40 à l'Assemblée provinciale, dont 20 sur les 32 envoyés également au Congrès), et le 9 mai 2004 (7e à nouveau, 31,19 %, 16 élus provinciaux dont 13 au Congrès),.
Pierre Bretegnier est le 2e vice-président de l'Assemblée de la Province Sud, secondant ainsi Jacques Lafleur, du 16 juin 1989 au 11 juillet 1996 et du 14 mai 1999 au 6 avril 2001, puis 1er vice-président du 11 juillet 1996 au 9 mai 1999 et du 6 avril 2001 au 9 mai 2004. Il est également pendant ces quinze ans délégataire de la compétence d'ordonnateur du budget,,,. De plus, il est le vice-président de la commission de la législation et de la réglementation économiques et fiscales du Congrès du 13 juillet 1999 au 9 mai 2004.         
Spécialiste des questions budgétaires et fiscales, conservateur en la matière, il est le rapporteur auprès du Congrès de six lois du pays en rapport avec le sujet : de celle du 14 février 2000 relative à l'institution d'une taxe générale sur les services (TGS), puis de celle du 31 décembre 2001 transformant cette dernière en une Taxe de solidarité sur les services (TSS, la Nouvelle-Calédonie n'ayant pas mis en place la TVA) de 5 % touchant les prestations de service à l’exclusion de la livraison des biens et affectée et affectée à la CAFAT (la Sécurité sociale locale) au titre du financement de la protection sociale ; de celle du 18 août 2000 portant réforme de la fiscalité douanière (supprimant la taxe spéciale et phytosanitaire et celles sur les boissons alcooliques, les tabacs, les carburants, les produits manufacturés, les bois et les bois bruts exportés, et créant à la place une taxe de base à l'importation TBI et une conjoncturelle pour la protection de la production locale TCPPL ad valorem sur tous les produits importés à l'exception de ceux ne faisant pas l'objet d'une réelle production locale) ; de celle du 29 janvier 2003 portant diverses dispositions d'ordre fiscal en matière de fiscalité des entreprises (créant divers amortissements et exonérations) ; de celle du 21 novembre 2003 portant diverses dispositions d'ordre fiscal (augmentant certains plafonds des déductions faites à l'impôt sur le revenu et prévoyant certains crédits d'impôt ou remboursements de frais pour réparations des dégâts du cyclone Erica) ; et celle du 6 décembre 2007 portant diverses dispositions d'ordre fiscal relatives aux impôts sur les sociétés et le revenu.  

### Chef de l'opposition provinciale
Après la victoire de l'Avenir ensemble aux élections du 9 mai 2004 dans le Sud et l'élection à la présidence de l'Assemblée provinciale de Philippe Gomès, Pierre Bretegnier apparaît comme le porte-parole de l'opposition constituée par le Rassemblement-UMP (nouveau nom du RPCR). Il est d'ailleurs porté à la tête du groupe politique du mouvement dans cette institution. Il critique notamment le fait que les élus de son parti soient exclus des présidences de commissions intérieures et des représentations extérieures à partir du 27 mai 2004, déclarant en séance : « Le Rassemblement est exclu de tous les organes représentatifs où se décide la politique de la Province. Nous en prenons acte. Vous êtes loin de vos déclarations de campagne sur une politique d’ouverture et de transparence. Vous avez dénoncé les méthodes dictatoriales de la précédente équipe, et c’est vous qui pratiquez la fermeture », puis, en conférence de presse : « Nous représentons 16 élus sur 40, soit les deux-cinquièmes de l’assemblée, mais nous avons été éjectés de tous les conseils d’administration des sociétés importantes. L’Avenir ensemble n’a même pas voulu nous donner un cinquième. Le Front national est aujourd’hui mieux représenté que nous et ne peut pas cacher son alliance objective avec l’Avenir ensemble ». Il critique également les décisions, qualifiées d'« effets d’annonce », du nouvel exécutif de remettre en question certains dossiers ouverts par la précédente majorité, surtout ceux de l'aménagement de Gouaro Deva à Bourail et de la création d'un nouveau dépotoir pour le Grand Nouméa. Il défend ainsi les deux promesses de vente faites en décembre 2003 des quelque 8 000 hectares de propriété provinciale de Gouaro Deva (l'une pour un développement touristique sur le littoral, l'autre pour un projet agro-pastoral), critiquées par les populations locales, tant par les tribus que par les exploitants agricoles, et par l'Avenir ensemble pendant la campagne, et annulées dès la fin du mois de mai 2004. Bretegnier s’appuie sur l’article 1587 du Code Civil qui stipule que « la vente est parfaite dès que l’on est convenu de la chose et du prix » et estime ainsi que la cession engagée est effective, qu’elle ne peut être remise en cause, et qu’il vaudrait mieux aujourd’hui reprendre les discussions avec les acheteurs pour aboutir à une mise en valeur raisonnée des parcelles concernées. Et lorsque le tribunal administratif de Nouméa annule ces ventes en mars 2005 pour « vil prix », il dit son étonnement : « Il y a au moins une dizaine de candidats qui se sont présentés et la plupart ont demandé qu’on leur donne le terrain gratuitement en échange du développement économique qu’ils proposaient. Ceux qui ont proposé 650 millions ont évidemment été préférés. Le tribunal administratif a jugé que ce n’était pas assez cher ; c’est un peu étonnant [...]. C’est inquiétant pour la suite. On entend dire que la Province va distribuer les terrains. Qu’est ce que ça veut dire ? Les donner gratuitement ? Alors je ne comprends pas bien comment nous aurions bradé en vendant 650 millions [...] Ces 650 millions auraient permis d’amener l’eau à Gouaro Deva et même au village de Bourail. Cela aurait permis un développement hôtelier et agro-pastoral sur des terres qui sont arides. Il y a de quoi être inquiet sur l’avenir de Gouaro Deva. Heureusement, la justice étant faillible, le droit français a prévu un deuxième degré de juridiction. J’espère que les intéressés feront appel et gagneront ». Le jugement du tribunal administratif est toutefois cassé le 19 décembre 2008 par la cour administrative d'appel de Paris. Concernant le dépotoir, tout en rappelant que « seules les communes peuvent décider où mettre le dépotoir, et le vrai problème est celui de la commune de Nouméa », la Province n'ayant compétence que pour décerner l'autorisation d'exploiter une installation classée, il soutient le projet de Boulouparis remis en question par l'Avenir ensemble, car, selon lui : « L’agglomération explose et si l’on fait un dépotoir à trente kilomètres de Nouméa, il sera au milieu de la ville dans dix ans ». 
Conservateur fiscal et libéral, ses attaques concernent surtout les dépenses de fonctionnement et le recours aux acteurs publics pour le développement économique, qu'il juge trop importants (qualifiant le 11 septembre 2008 les provinces de « mini-républiques socialistes »), et les transferts financiers aux communes, qu'il considère au contraire comme trop peu élevés. Il critique la manière dont la Province Sud a étendu à 3 000 élèves supplémentaires les bourses scolaires pour l'année 2005 (tout en ne s'y opposant pas sur le fond, ayant voté pour), dénonçant une « absence de concertation » sur un « projet aussi coûteux », l’effet de seuil qui se ferait sentir d'après lui avec la suppression des demi-bourses, l’impact que la réforme aura sur les finances des communes et celui qu’elle aura aussi sur les finances provinciales alors que « l’analyste financier de la Province recommande justement d’éviter la croissance des dépenses sociales ». Dans le même temps, il reproche à la nouvelle majorité d'avoir supprimé, pour financer cette mesure, plusieurs subventions, dont surtout celles de 83 millions de Francs pacifique que la Province Sud accordait jusque-là à la police municipale de Nouméa, ce qui, pour Bretegnier, nuit à la sécurité en ville qui « seule permet le développement touristique et commercial ». Plus tard, il justifie ainsi l'opposition du Rassemblement-UMP à une délibération votée le 18 août 2004 sur la réorganisation de l'administration provinciale : « Au total, il y aura en plus cinq cadres supérieurs, sans que l’administration se voie confier la moindre mission nouvelle. Quand on connaît les vrais besoins qui existent par ailleurs, notamment en matière de santé et d’enseignement, ce n’est pas raisonnable ». Il dénonce également à plusieurs reprises la manière dont l'exécutif gère l'aménagement du quartier de Dumbéa-sur-Mer, à la sortie de Nouméa,,, et se montre farouchement opposé à la proposition de Philippe Gomès d'augmenter la part de la Nouvelle-Calédonie de 34 à 51 % dans le capital de la SLN (ce qui pour lui est « socialiste et indépendantiste », reprenant d'ailleurs souvent les qualificatifs de « socialisant » ou « collectivistes » pour désigner les politiques de Philippe Gomès). Et face, à la bonne conjoncture économique qui culmine entre 2003 et 2008, il appelle à thésauriser les excédents des recettes fiscales : « Il faut utiliser ces excédents pour assurer les retraites, notamment pour la génération de travailleurs indépendants qui a connu sa période active entre les deux booms de 1973 et 2003, et se trouve aujourd’hui démunie. Il faut aussi créer un fonds pour les générations futures. Une partie de ce fonds pourra financer des investissements structurants (hôtellerie, aquaculture, agroalimentaire…). L’autre partie pourrait servir de caisse de stabilisation [des revenus de l'impôt] ». L'Avenir ensemble, par la voix de Didier Leroux, lui répond qu'il faut, avant de mettre de côté, résorber « le retard accumulé ces vingt dernières années en matière de cohésion sociale et d’équipements structurants ».    
À la fin de la mandature 2004-2009, il dresse sans surprise un mauvais bilan de l'action de la majorité de Philippe Gomès. Il déclare en effet en octobre 2008 : « Je rappelle qu'en matière d'infrastructures, dans des conditions budgétaires beaucoup moins favorables, nous avons réalisé le Méridien de Nouméa, de l'île des Pins, la VDE, transformé le parc de la Rivière Bleue, lancé l'aquarium de Nouméa et le parc des Grandes Fougères. Nous avons aussi impulsé CarSud et Karuïa, acheté et rénové le château Hagen qui retombe en ruines. Nous avons construit le stade de Païta, des dispensaires dans plusieurs communes, et nous avons fait venir Inco. Eux, n'ont fait que poser des premières pierres un peu partout. Leur bilan sur ce terrain est à peu près nul, sauf en matière d'habitat social où l'on est passé de 450 logements par an (et non 300 comme ils l'affirment) à 650. Mais avec de telles recettes fiscales, c'était bien le moins. [...] Songez qu'ils ont bénéficié d'un supplément de recettes moyen de 3 milliards par an. Au bout du compte, ils laisseront une province en déficit. Le budget fonctionnement des services est passé de 745 millions à 1,3 milliard. Le budget fêtes et cérémonies a bondi de 21 à 71 millions. Certes, on ne peut pas leur reprocher d'avoir fait des efforts en matière sociale. Mais ils avaient le devoir de ne pas tout dépenser ».  

### Des dissensions avec la direction du Rassemblement
Dans le même temps, tout en se refusant à suivre les dissidences de Jacques Lafleur ou Simon Loueckhote, Pierre Bretegnier apparaît comme l'un des représentants de la vieille garde du Rassemblement hostile aux réformes entamées à partir de 2005 par son nouveau président, le député Pierre Frogier. Lors des primaires organisées en octobre 2006 pour la désignation du candidat du parti aux élections législatives de juin 2007, il soutient le secrétaire général et autre figure de cette tendance orthodoxe, Pierre Maresca. Alors qu'il semblait le favori, ce dernier est pourtant battu par Gaël Yanno, quadragénaire encore peu connu. En réaction à ce résultat, Pierre Bretegnier ne cache pas ses critiques : « On [Pierre Maresca et lui] a pris un peu de distance pour essayer de réfléchir à l’avenir. Il est tentant d’essayer de reconstruire ce qui a été le grand Rassemblement. Tout le monde le souhaite, mais c’est le contraire qui se passe : exit Lafleur, exit Loueckhote, Maresca sur la touche. Moi, je suis perplexe et je m’interroge, comme s’interrogent Lèques et Guillemard qui se demandent si l’on ne va pas passer par les procurations des militants pour les éliminer des municipales. C’est sûr, il faut que ça s’arrête ». Il estime de plus que Pierre Frogier a fait « deux grosses erreurs. La première, de ne pas se présenter dans la 1re circonscription, la deuxième, de favoriser Yanno pour écarter Maresca, alors que Maresca pouvait ratisser large et rassembler sur son nom la communauté métropolitaine, les Pieds-Noirs, les voix des Océaniens et même celles du Front national au 2e tour. Ces deux erreurs risquent de conduire à deux défaites dans les deux circonscriptions, et à l’effondrement du Rassemblement. Qui sera là, alors, pour nous sortir des cendres ? ». 
C'est dans ce contexte qu'il en profite pour donner, dans un entretien publié dans le quotidien Les Nouvelles calédoniennes le 21 novembre 2006, son opinion personnelle sur plusieurs sujets d'actualité, comme l'avenir de l'usine du Nord (« Il suffit d’en confier la réalisation à la SLN »), le gel du corps électoral (« Il ne faut pas l’admettre, parce que ce serait la disparition du suffrage universel »), mais surtout l'avenir institutionnel. À la proposition de création d'un « État associé » avancé par le président de l'Union calédonienne (UC, indépendantiste) Pascal Naouna, Pierre Bretegnier répond par « un double fédéralisme », reprenant la vision énoncée en 1985 par Dick Ukeiwé et développée depuis par le professeur de droit à l'Université de la Nouvelle-Calédonie (UNC) Jean-Yves Faberon. Il décrit ainsi cette idée : « D’abord un fédéralisme externe : la Nouvelle-Calédonie fédérée à la France, ce qui veut dire la plus large autonomie possible. Ne seraient laissées à l’État que les compétences typiquement régaliennes, c’est-à-dire les Affaires étrangères, la Défense, la monnaie, la nationalité et toutes les règles constitutionnelles, y compris les lois organiques sur les finances publiques. Ensuite un fédéralisme interne, entre les provinces dotées de l’autonomie la plus large possible, plus large qu’aujourd’hui, avec des moyens encore plus importants. [...] Du point de vue des indépendantistes, il y a toujours le risque que le peuple kanak devienne minoritaire et ne puisse plus accéder au gouvernement de ses propres affaires. Mais un territoire fédéral permettrait de conserver le système démocratique qui veut que ce soit la majorité qui dirige, tout en partageant le pouvoir avec les Mélanésiens qui l’exercent là ou ils sont majoritaires, dans le Nord et les Îles ». Sur la différence entre sa position et celle de Pascal Naouna, il ajoute : « Dans un État fédéré, on s’associe avant le terme du processus d’indépendance, et des compétences fédérales demeurent. C’est ce à quoi on aboutirait avant les derniers transferts de compétences dans notre statut actuel, mais avec ce quelque chose en plus qui s’appellerait "État". C’est un pas vers les indépendantistes et en même temps une manière de conforter notre ancrage dans la France ». Il apporte le 4 mai 2007 son soutien à Pierre Maresca qui a maintenu sa candidature pour les législatives dans la 1re circonscription face à Gaël Yanno (tout en supportant Pierre Frogier dans la 2e) et a repris à son compte l'idée du « double fédéralisme ». Maresca n'obtient finalement que le 8e et avant-dernier score (avec 2,87 % des suffrages exprimés), et Pierre Bretegnier se range donc immédiatement derrière Gaël Yanno pour le second tour qui l'oppose à l'indépendantiste Charles Washetine (et qu'il emporte avec 69,21 % des voix),.    
Aux élections provinciales du 10 mai 2009, Pierre Bretegnier est rétrogradé de quelques places sur la liste du Rassemblement-UMP en Province Sud, désormais menée par Pierre Frogier, par rapport en 2004. Il est ainsi avancé en 13e position, tandis que son allié Pierre Maresca n'est plus que 17e. Cette formation arrive en tête, mais avec seulement 28,54 % des voix et 15 élus sur 40 à l'Assemblée provinciale, dont 12 des 32 envoyés au Congrès. Pierre Bretegnier n'est donc plus, dans un premier temps, membre de l'assemblée délibérante territoriale, mais l'élection de Sonia Backès au sein du gouvernement dès le 5 juin 2009 lui permet ainsi de faire rapidement son retour au Congrès.

### Président de la commission permanente du Congrès et de PromoSud
Il est porté à la présidence de sa Commission permanente (chargée de gérer les affaires de l'institution en dehors des périodes de sessions ordinaires ou extraordinaires, dans les limites de la délégation qui lui est consentie et sans pouvoir traiter des lois du pays et des dossiers budgétaires ou fiscaux) le 8 juillet 2009, et le reste jusqu'au 19 août 2011, avant de revenir à ce poste du 29 août 2012 au 8 août 2013. En 2013, candidat du groupe Engagement pour une Calédonie dans la France (ECF, qui vient d'être créé en réunissant les élus du Rassemblement-UMP, de l'Avenir ensemble, du LMD, Nathalie Brizard et Didier Leroux) pour être confirmé à la tête de cette commission permanente le 29 août 2013, il est finalement battu par la candidate indépendantiste Ilaïsaane Lauouvéa, avec 3 voix contre 5 et 3 également obtenus par l'autre candidat non-indépendantiste, Philippe Michel de Calédonie ensemble. À la place, il est désigné ce jour-là, et à l'unanimité, vice-président de la commission permanente. Il devient également en 2009 le nouveau président de la Commission intérieure de la Législation et de la Réglementation économiques et fiscales du Congrès et celui du conseil d'administration de la Société de financement et de développement de la Province Sud (PromoSud, SEM chargée de gérer les participations de la collectivité dans différentes sociétés ainsi qu'une pépinière d'entreprise afin d'accompagner les politiques économiques et soutenir le développement). Plus tard, lors du renouvellement du bureau le 1er avril 2011, il est de plus porté à la 1re vice-présidence du Congrès tandis que la présidence revient à un indépendantiste, Rock Wamytan, avec le soutien du Rassemblement-UMP et de l'Avenir ensemble. L'année suivante, le 29 août 2012, il passe à la 2e vice-présidence, après avoir pris la présidence, le 24 août précédent, du groupe du Rassemblement-UMP. 
Peu de temps après ses prises de fonction, il se fait remarquer en juillet 2009 par sa proposition sur le marché des fruits et légumes.Rappelant qu’il avait été à l’origine de la création du marché de demi-gros de Ducos, mais jugeant le système de protection locale « coûteux pour le consommateur-contribuable et peu efficace pour le producteur », il envisage alors (en précisant que de telles mesures ne pourraient être prises qu'après avoir fait l'objet d'un large débat en Nouvelle-Calédonie) de « libérer totalement les importations de fruits et légumes, d'aligner les prix de vente des produits locaux sur les prix CAF (rendus à Nouméa) des produits importés, et de subventionner les producteurs locaux d'un montant égal à la différence entre leurs prix de revient, majorés de la marge nécessaire à la viabilité des exploitations, et le prix CAF des mêmes produits importés », tout en assurant une « concurrence loyale » par un contrôle de la qualité sanitaire et une aide à la présentation (calibrage, emballage, etc.) et à la promotion des productions locales auprès du public et de la restauration collective. C'est à ce niveau que, selon lui, PromoSud pourrait intervenir, en participant à la création d'une unité de tri et de conditionnement souhaitée par la Chambre d'agriculture. Cette dernière réagit négativement à ces idées, se disant le 6 juillet 2009 soucieuse « de l'impact de cette annonce, qui inquiète d'ores et déjà les agriculteurs », tandis que Philippe Michel, 2e vice-président de l'Assemblée de la Province Sud responsable du secteur rural et un des cadres de Calédonie ensemble (dissidence depuis 2008 de l'Avenir ensemble, emmenée par Philippe Gomès), préfère pour sa part lutter contre « les marges considérables que les importateurs, les grossistes et les distributeurs réalisent sur les produits locaux ou importés ». Cette dernière position, interventionniste et régulatrice, est reprise dans une délibération portant réglementation générale des prix (visant à fixer des tarifs communs pour une centaine de produits de grande consommation et de première nécessité, tels que le lait liquide et celui en poudre, la baguette de pain ou encore des savons de toilette) adoptée par le Congrès à l'unanimité le 2 juillet 2010, même si Pierre Bretegnier a fait dans le même temps voter un amendement (par 35 voix contre 17) pour limiter son application dans le temps à 3 ans.   
Il porte également une vision très critique quant à l'utilité du Betico 2, ferry de transport maritime inter-îles mis en service en 2009 et opéré par SudÎles, filiale à 50 % de PromoSud (l'autre moitié étant détenue par la SODIL, son équivalent pour les Îles Loyauté). Il le juge en effet « pas adapté au service demandé », et appelle à une réorganisation d'Air Calédonie (Aircal, compagnie aérienne intérieure, en situation de déficit) menée parallèlement à celle des transports maritimes, estimant à ce sujet : « Il faut absolument créer une autorité passant des conventions avec les armements déterminant les conditions de transport des passagers et du fret. Dans le même temps, Aircal va devoir augmenter ses tarifs car la compagnie a un déficit énorme. Il faut qu'elle calcule son seuil de rentabilité afin d'établir un tarif de base non déficitaire. Restera ensuite aux provinces et à la Nouvelle-Calédonie de subventionner ou non les billets, ligne par ligne au profit, par exemple, des étudiants, des personnes âgées etc. L'État français prend en charge une partie du billet d'avion entre la Nouvelle-Calédonie et la Métropole dans le cadre de la continuité territoriale, la démarche pourrait être la même dans la desserte inter-îles assurée par Aircal ». Il milite activement pour le désengagement de la Province Sud de SudÎles qu'il considère comme coûteuse (entraînant PromoSud « dans des activités déficitaires nécessitant des refinancements répétés »), hors de la compétence de cette collectivité (puisque la plupart des liaisons du Betico 2, hors celle de l'Île des Pins, concernent des transports interprovinciaux entre le Sud et les Îles Loyauté) et trop concurrente des acteurs privés (estimant qu'il n'appartient pas alors aux pouvoirs publics « de concurrencer des transporteurs privés sur certaines liaisons », en l'occurrence IDP Ferry, l'armateur de l’Aremiti 4 qui dessert également l'Île des Pins jusqu'à janvier 2011, reprenant un avis de la Chambre territoriale des comptes de 2008 qui affirmait que « ni la province Sud ni Promosud n’ont vocation à intervenir sur la liaison sauf, éventuellement, carence avérée de l’initiative privée »). Il inscrit à l'ordre du jour de la réunion du conseil d'administration de PromoSud du 24 mars 2010 une proposition de rapprochement entre SudÎles et IDP Ferry mais doit la retirer du fait de l'opposition de la SODIL à toute ouverture du capital au privé et des réticences d'autres administrateurs issus du Rassemblement-UMP quant au plan de répartition de l'actionnariat. En juin 2010, un accord temporaire entre les deux opérateurs décide d'une desserte alternée chaque semaine entre les deux bateaux. Face à la baisse d'activité ainsi générée, Pierre Bretegnier fait adopter le 26 août 2010 par le conseil d'administration de SudÎles un projet d'ouverture du capital et un licenciement de 9 de ses 38 salariés associé à 6 départs volontaires, avant que l'avocat de l'entreprise annonce dès le 14 octobre suivant que cette compression de personnel est impossible en raison d'une clause du plan de défiscalisation du Betico 2 interdisant à la société de tomber en dessous de 35 employés.
Face aux déficits chroniques de SudÎles et ne réussissant pas à faire avaliser ni par le gouvernement local ni par la province des îles Loyauté son plan de regroupement des transporteurs maritimes de passagers, Pierre Bretegnier cède les parts détenues par PromoSud dans le capital de la SudÎles à la SODIL en août 2011. Ce qui ne l’empêche pas de défendre le transport maritime contre la politique de subventionnement d’Aircal, position qu’il réaffirme en séance publique du Congrès lors du vote du dispositif d’aide à la continuité territoriale le 9 janvier 2012. Il rappelle que ces aides ont un coût pour les collectivités, « qu’en subventionnant ainsi le transport aérien celui-ci est devenu moins cher que le bateau et moins cher pour le passager et le fret, ce qui n’incite pas les usagers à utiliser les transports maritimes », et ajoute qu’« il faut, donc, étudier un schéma qui inclut absolument les transports maritimes, étudier d'abord comment améliorer les infrastructures portuaires. Dans un archipel comme la Nouvelle-Calédonie, il faut quand même s'intéresser aux infrastructures portuaires d'Ouvéa, Lifou, Maré, Tiga, l'île des Pins, les mettre à niveau des infrastructures aéroportuaires et il faut étudier l'achat d'un ferry pour les Loyauté qui, associé au Betico, peut permettre de désenclaver aussi bien les Loyauté que l'Ile des Pins».

### Prises de positions critiques sur le rééquilibrage
Défenseur d'une révision de la clé de répartition budgétaire interprovinciale au profit de la Province Sud, régulièrement critique à l'égard de la SMSP et sur la gestion du chantier de l'usine du Nord, et s’appuyant sur le bilan de l’accord de Nouméa dressé à la demande des signataires en décembre 2011 par une société d’experts, le  cabinet CMI/DME, il dénonce vigoureusement l’échec du rééquilibrage économique dû, selon lui, à l’inertie des exécutifs des Provinces Nord et Province des îles Loyauté, accusées de mener une politique budgétaire restrictive en matière économique et sociale.
Dans un entretien donné aux Nouvelles calédoniennes le 6 janvier 2012, il pose aussi la question du rééquilibrage à l’égard de Wallis-et-Futuna, qui pourrait être « la quatrième province de la Nouvelle-Calédonie, voire faire partie de la Province Sud ». Il justifie sa proposition par le lien historique entre les deux archipels et par l’accord de Nouméa, notamment son préambule, qui énonce que toutes les communautés qui peuplent la Nouvelle-Calédonie participent au destin commun. Sur la radio anti-indépendantiste, proche du Rassemblement-UMP, Radio Rythme Bleu (RRB), dans l'émission « Pour ou contre » du 25 janvier 2012, il dénonce ce qu'il qualifie de catastrophisme des médias sur la situation sociale de la Nouvelle-Calédonie (« les 53 000 pauvres de Nouvelle-Calédonie seraient considérés comme aisés au Vanuatu ou en Papouasie ») et la hausse des prix (« l’inflation de 2,5 % que connait la Nouvelle-Calédonie est depuis 10 ans la même en France et en Europe »).
Enfin, après avoir été longtemps opposé à l’instauration d’une TVA[réf. nécessaire], l’estimant inadaptée à la Nouvelle-Calédonie, il finit par la voter sous la forme d'une Taxe générale sur les activités (TGA) lors de la séance du Congrès du 9 janvier 2012, au motif que, d'après lui, l’explosion à venir des dépenses sociales et de santé due au progrès de la médecine et à l’allongement de la durée de la vie commande la création d’un impôt à grand rendement assis sur la base la plus large possible[réf. nécessaire].

### Point de vue sur la politique d’exploitation du nickel
Pierre Bretegnier s’est violemment attaqué à la politique en la matière de la province Nord et de la SMSP, dans une conférence de presse donnée le 18 septembre 2012. Non pas contre l’usine du Nord, mais contre le fait que ce serait pour s’y maintenir à 51 % que la SMSP aurait cherché des revenus en délocalisant la transformation de ses minerais en Corée du Sud. Le principal risque qu’il  soulève est l’insuffisance des gisements de la SMSP pour nourrir les usines étrangères qui la conduirait à vouloir s’approprier les mines de la SLN au moyen d’une prise de majorité de cette entreprise par la STCPI (qui porte les intérêts calédoniens dans la SLN à environ 35 % et dans le groupe Eramet à environ 4 %).
Ce serait, selon lui, courir le risque du départ d’Eramet (c’est-à-dire du seul opérateur français existant dans le secteur de la métallurgie en Nouvelle-Calédonie) au profit de multinationales ou de puissances étrangères (notamment la Chine, premier consommateur mondial de nickel).

### Sur la ligne politique du Rassemblement-UMP
Lors du comité directeur du Rassemblement-UMP qui s’est tenu le 15 décembre 2012 à Païta, l’intervention de Pierre Bretegnier a été très critique à l’encontre de la ligne politique de Pierre Frogier. Il a ainsi comparé le positionnement de ce dernier (sans le citer) à celui de la Fédération pour une nouvelle société calédonienne (FNSC) de 1982 qui a disparu de la scène politique après avoir évincé Dick Ukeiwé de la direction du conseil de gouvernement (l'exécutif local de l'époque) au profit de Jean-Marie Tjibaou.
Il tire de cette comparaison et de l’histoire du Rassemblement les prises de positions suivantes :
- les anti-indépendantistes ne peuvent négocier avec les indépendantistes qu’en position de force ;
- arrêter de ne discuter qu’avec les indépendantistes en oubliant le caractère pluri-ethnique de la Nouvelle-Calédonie ;
- la présentation d'un projet politique clair et conduire une politique clairement à droite.

C’est à ces conditions qu’il estime que le Rassemblement-UMP pourra gagner les élections, ce qui lui permettrait de constituer un rassemblement loyaliste face au bloc indépendantiste. Il se rapproche alors de la ligne du vice-président et porte-parole du parti, et ancien député, Gaël Yanno, ainsi que de plusieurs membres de la jeune garde du parti (Sonia Backes, Gil Brial, Isabelle Champmoreau, Alexandra Malaval-Cheval, entre autres), eux aussi de plus en plus critiques à l'égard de Pierre Frogier. 

### Le ralliement au MPC et à l'UCF
Pourtant, lorsque les « Yannistes » font dissidences pour créer le 28 mars 2013 un nouveau parti, le Mouvement populaire calédonien (MPC), Pierre Bretegnier reste dans un premier temps militant du Rassemblement-UMP. Il rompt avec ce dernier pour rejoindre le MPC le 1er mars 2014, à l'occasion d'une réunion de ce dernier et de l'Union pour la Calédonie dans la France (UCF, coalition formée par le parti de Gaël Yanno, le RPC d'Isabelle Lafleur et le Mouvement républicain calédonien de Philippe Blaise) pour les élections municipales et provinciales de 2014.